# 本吉修二
本吉 修二（もとよし しゅうじ、1931年4月28日 - 2017年12月10日）は、日本の教育者。群馬県吾妻郡中之条町に所在する私立学校白根開善学校中等部・高等部の創立者である。

## 経歴
1931年大阪府生まれ。鹿児島県川内市で育ち、慶應義塾大学文学部卒、東京教育大学（現筑波大）大学院修了。日本私立大学協会、東洋館出版社を経て、1965年、東邦大学講師に就任、助教授、教授を務めた。1978年、47歳の時に退職し、白根開善学校を設立。理事長、校長の職に就いた。元県教育委員長、元県私立中学高等学校協会会長、ペスタロッチ教育賞受賞。